# Ghislaine de Polignac
Pour les articles homonymes, voir Polignac.
Ghislaine de Polignac, née Brinquant (5 septembre 1918 - 17 janvier 2011), est une des premières responsables françaises d'un bureau de style dans les années 1950.

## Biographie

### Entourage familial
Ghislaine Charlotte Claire Brinquant naît à Biarritz le 5 septembre 1918. Elle est la fille de Victor Brinquant et Simone Durand de Villers.  La famille Brinquant est citée parmi les deux cents actionnaires de la Banque de France sous le Second Empire, et le nom de Victor Brinquant, dessinateur à ses heures, apparaît fréquemment lié au monde des chevaux et des courses. Ce sont sans doute ces fréquentations qui permettent à sa fille de rencontrer le prince Edmond de Polignac (Paris 8ème, 2 avril 1914 - Lorient, 13 février 2010). À 20 ans, le 7 juillet 1939, elle l'épouse à Paris. De cette union naissent quatre enfants : Alain, Anne, Armande et Jean. 
Mais les Polignac divorcent, un divorce demandé en 1943,, qui est prononcé le 23 novembre 1946. Elle obtient de conserver le titre de princesse et de pouvoir résider au palais princier de Monaco, du fait des liens entre les Grimaldi et les Polignac.

### Vie mondaine
Fréquentant à Paris des milliardaires américains, proche du flamboyant Chilien Arturo Lopez Wilshaw et du baron Alexis de Rédé, personnage majeur de la Café society, connu pour ses fêtes à l’hôtel Lambert comme le bal oriental de 1969, Ghislaine de Polignac est également une amie du couple formé par le duc de Windsor et Wallis Simpson. 
En 1986, elle assiste notamment aux funérailles de son amie Wallis, duchesse de Windsor, placée aux premières loges, dans la chapelle Saint-Georges.
Ghislaine de Polignac meurt à Paris 15ème le 17 janvier 2011, à l'âge de 92 ans.

### Aux Galeries Lafayette
De retour d'un voyage aux États-Unis, les dirigeants des Galeries Lafayette, qui ont observé le fonctionnement des grands magasins outre-Atlantique, notamment chez Bloomingdale’s sur Lexington Avenue, décident de créer un bureau de style. Il leur faut une Parisienne de la jet-set, fréquentant les couturiers de la capitale et les soirées mondaines. En 1952, Ghislaine de Polignac est recrutée aux Galeries Lafayette au poste de « styliste », par Max Heilbronn et Raoul Meyer. Elle simplifie ce qu'elle voit des collections pour en faire des modèles « chic et pas cher », vendus par ce grand magasin en y insérant les règles de « bon goût » qu'elle maitrise. 
Elle tente également, après quelques années, de rajeunir la clientèle. En quelques années, le bureau de style qu'elle dirige prend de l'importance,.
Elle fait figure de pionnière dans cette profession, pour le prêt-à-porter, et l'exerce jusqu'en 1972,.